# Kirby (Texas)
Kirby é uma cidade localizada no estado norte-americano do Texas, no Condado de Bexar.

## Demografia
Segundo o censo norte-americano de 2000, a sua população era de 8673 habitantes.
Em 2006, foi estimada uma população de 8574, um decréscimo de 99 (-1.1%).

## Geografia
De acordo com o United States Census Bureau tem uma área de 4,9 km², dos quais 4,8 km² cobertos por terra e 0,1 km² cobertos por água.

## Localidades na vizinhança
O diagrama seguinte representa as localidades num raio de 12 km ao redor de Kirby.